# Южный газотранспортный коридор

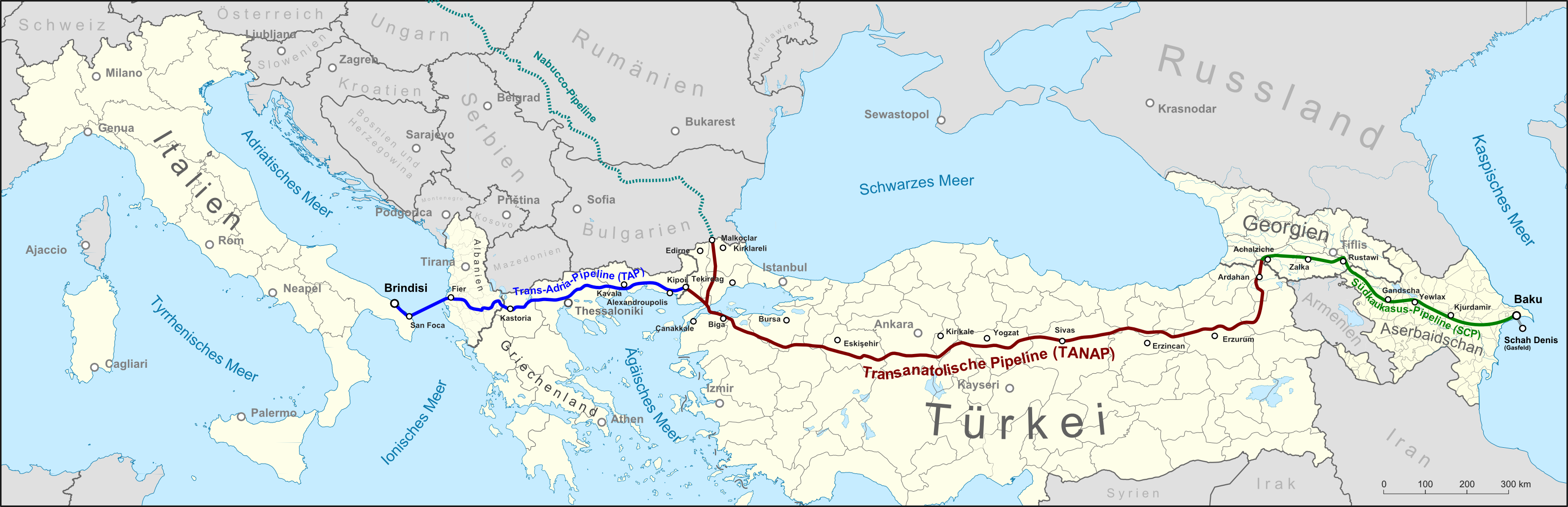
Газопроводы проекта Южный газовый коридор:
зелёным показан Южнокавказский газопровод,
красным — Трансанатолийский газопровод (TANAP),
синим — Трансадриатический газопровод (TAP)

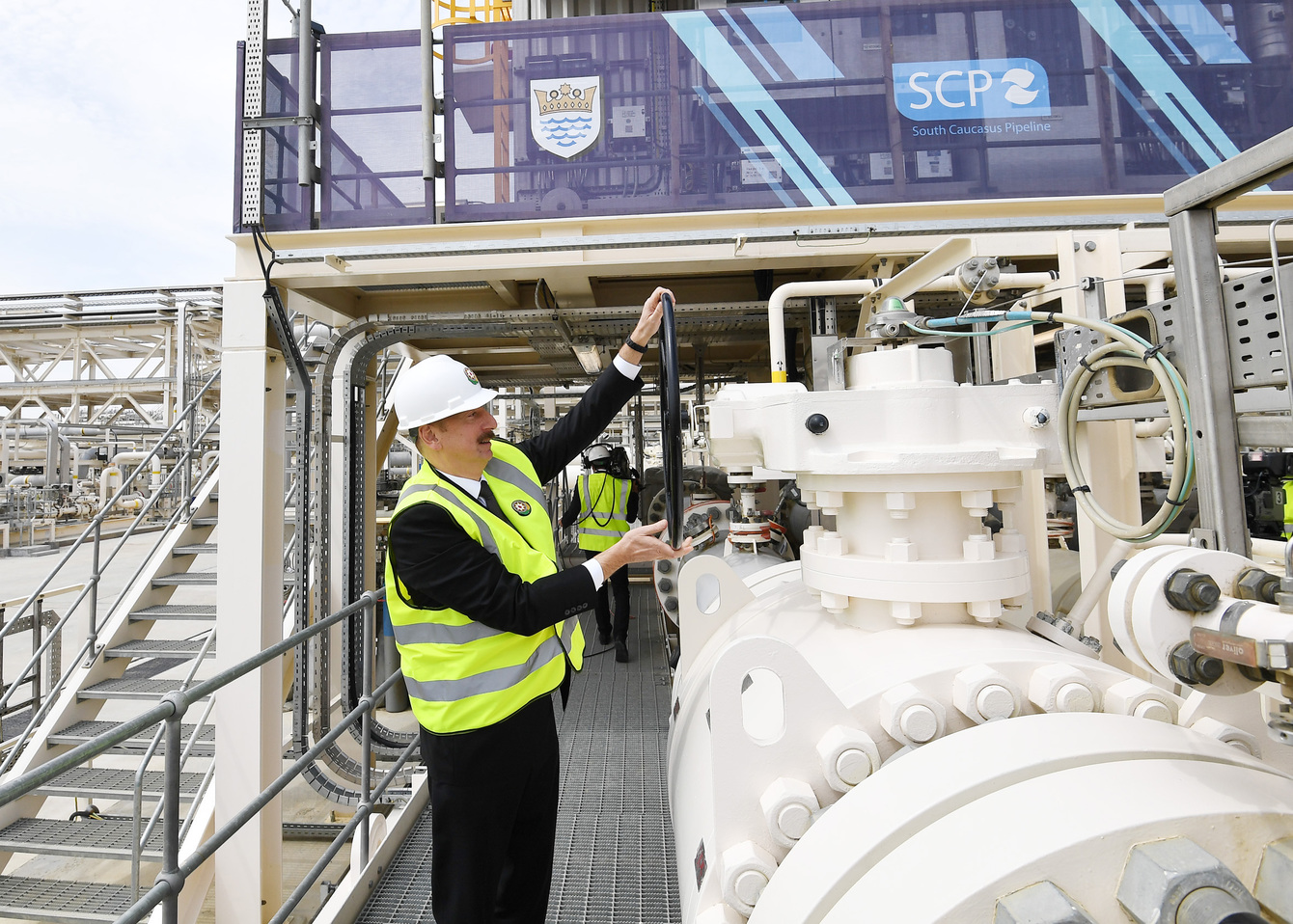
Президент Азербайджана Ильхам Алиев на церемонии открытия Южного газового коридора. Сангачальский терминал

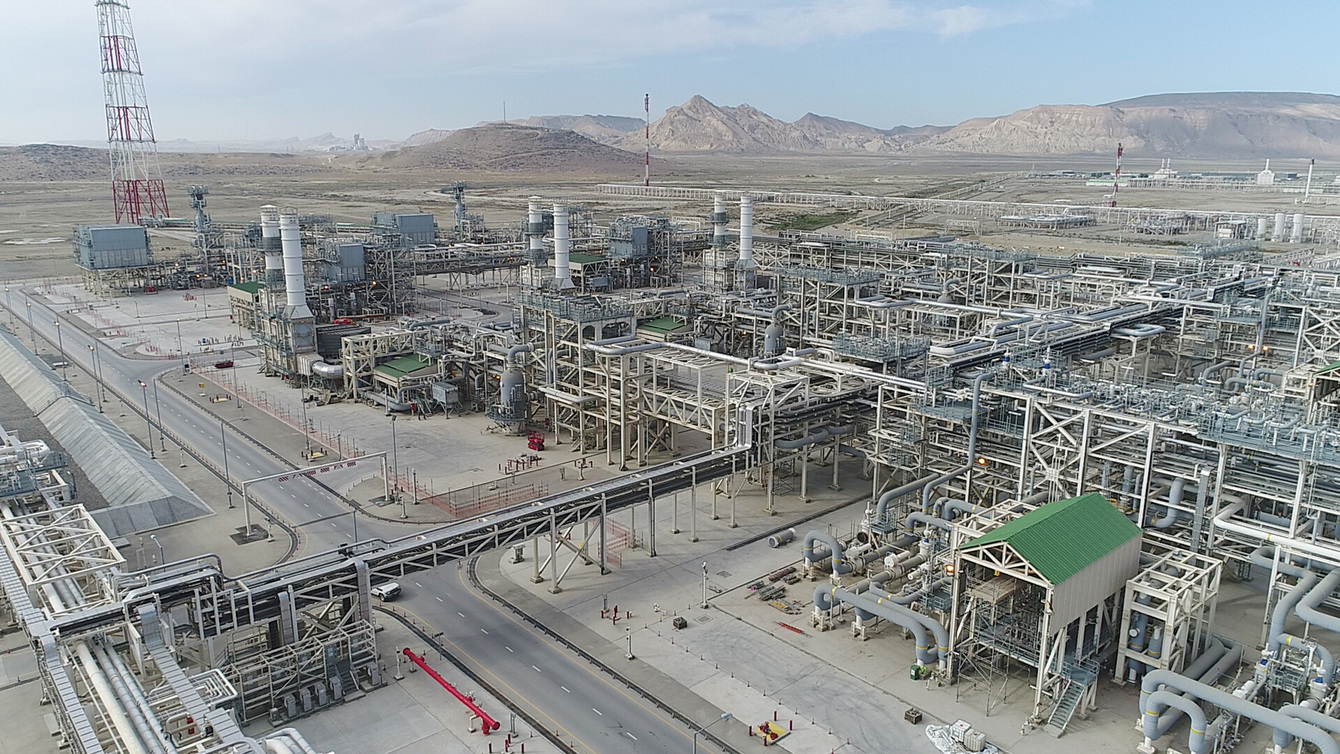
Сангачальский терминал по переработке и транспортировке нефти и газа в окрестностях Баку

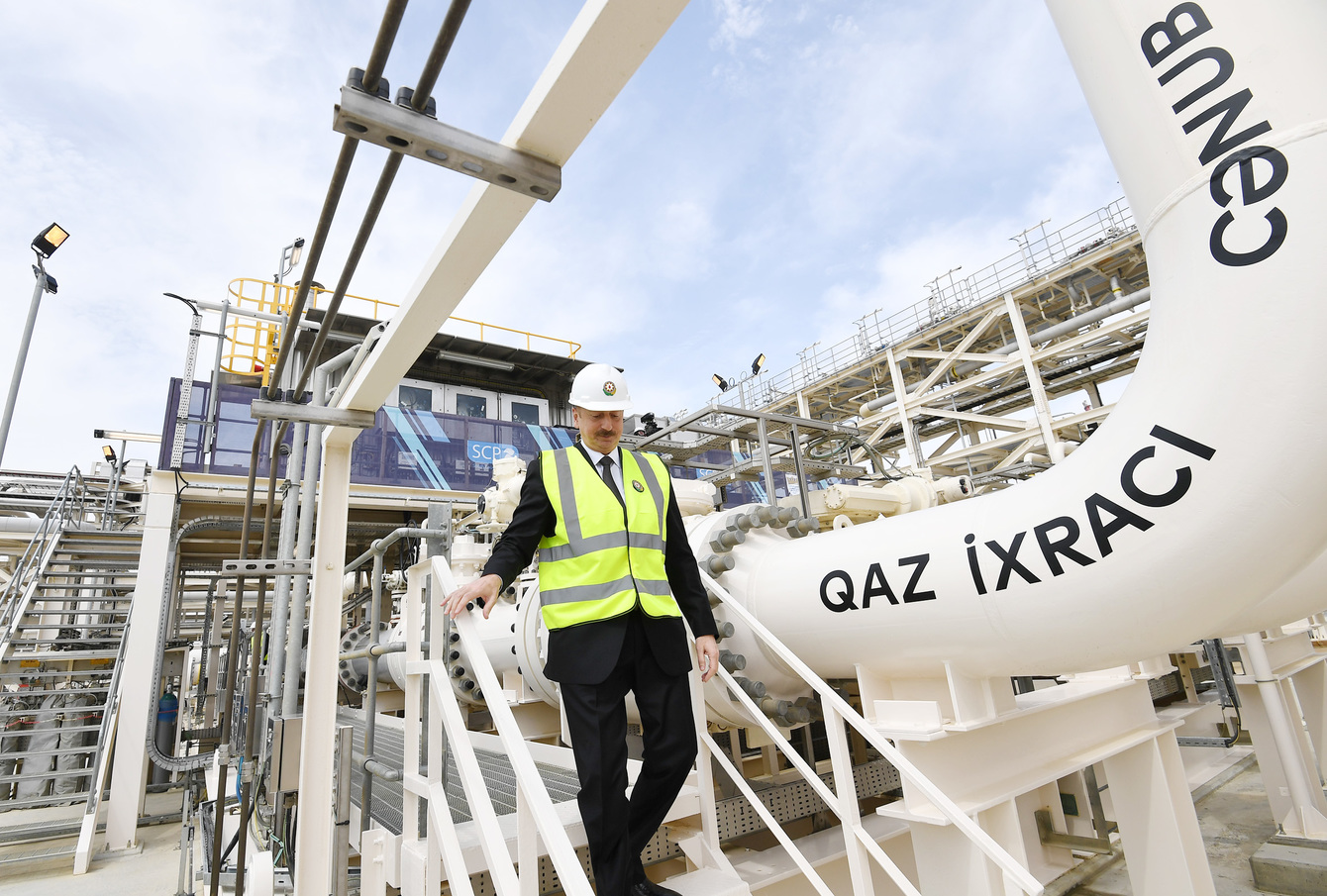
Ильхам Алиев открыл Южный газотранспортный коридор

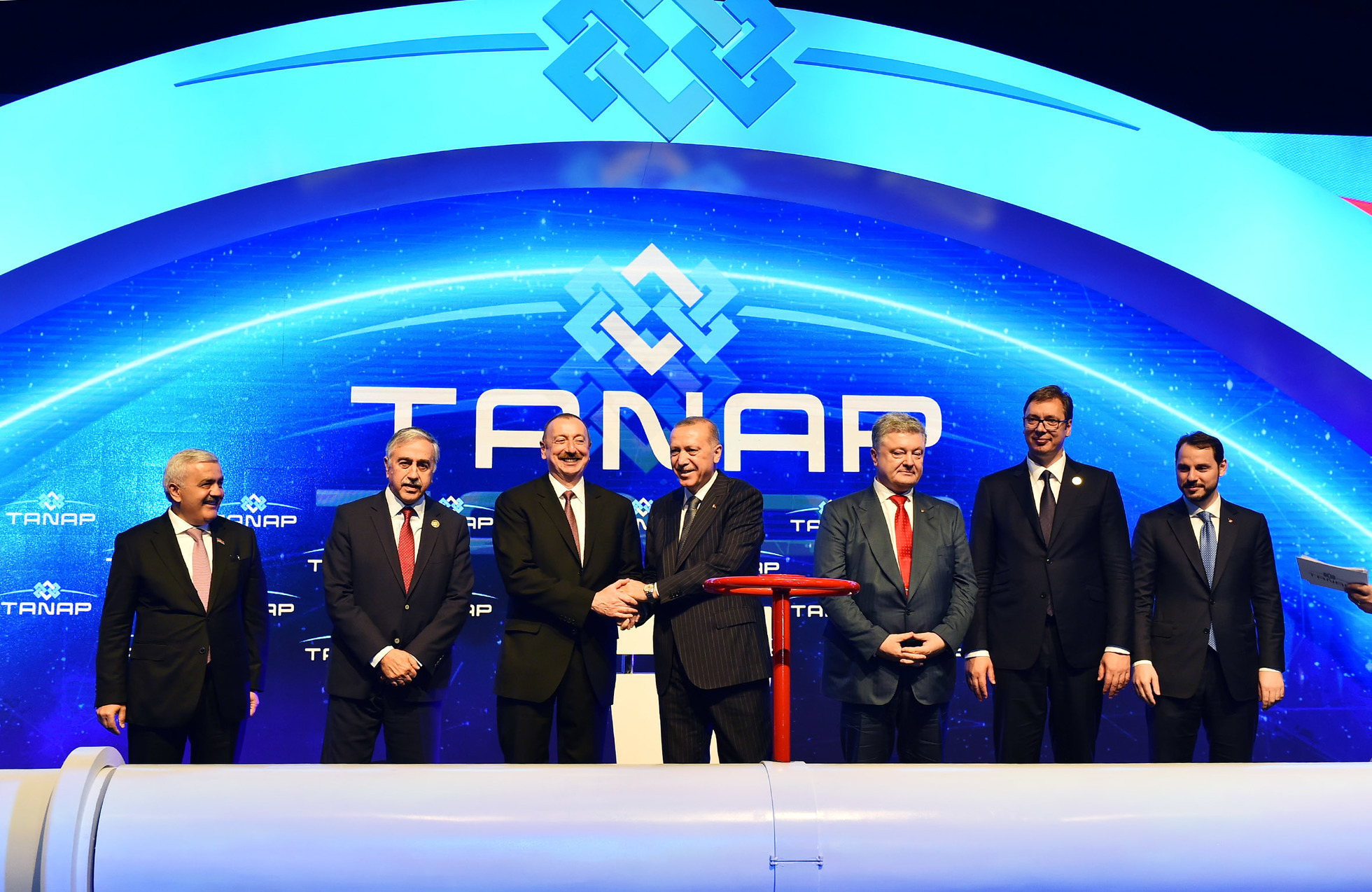
На церемонии открытия газопровода TANAP в турецком Эскишехире (слева → направо):
Ровнаг Абдуллаев-Президент SOCAR, → Мустафа Акынджи-Президент Северного Кипра, → Ильхам Алиев-Президент Азербайджана, → Реджеп Таййип Эрдоан-Президент Турции, → Пётр Порошенко-Президент Украины, → Александр Вучич-Президент Сербии, → Берат Албайрак-Министр энергетики Турции

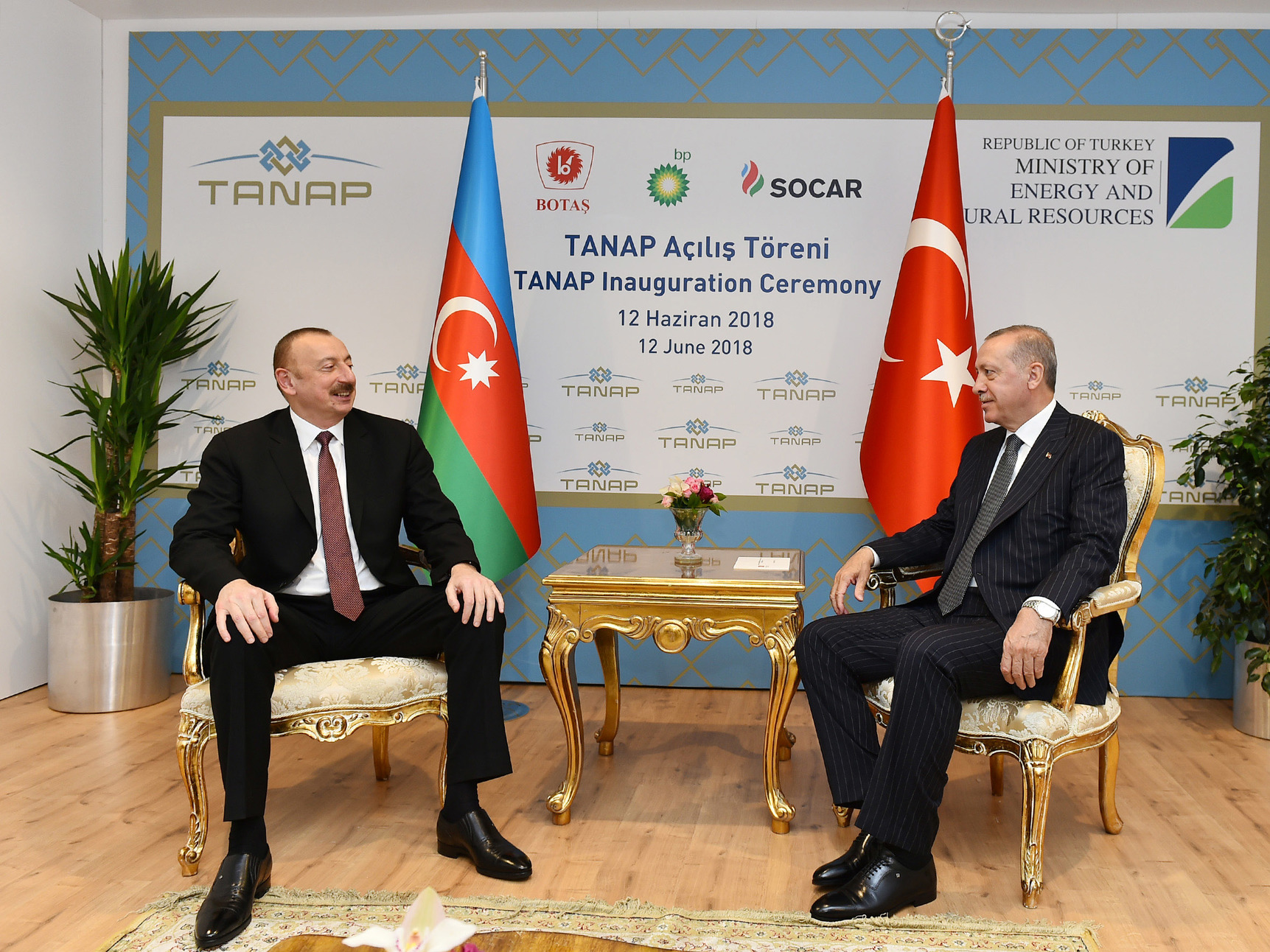
Ильхам Алиев и Реджеп Тайип Эрдоган на церемонии открытия газопровода TANAP.
12 июня 2018 года, Эскишехир, Турция

Южный газотранспортный коридор — сокращённый вариант проекта «Набукко», включающий Южнокавказский газопровод (Баку — Тбилиси — Эрзурум), Трансанатолийский газопровод (TANAP) и Трансадриатический газопровод (TAP) с направлением в Южную Европу. Предполагаемая протяжённость проекта — 3500 километров. Основная цель проекта — повышение безопасности поставок газа в Европу, сокращение доли России, как поставщика газа на газовом рынке Европы. Заявленная стоимость проекта — порядка 45 миллиардов долларов.  
Согласно Третьему энергопакету, Газпром может потребовать предоставить ему 50% ёмкости указанного газопровода, т.к. данный закон ЕС запрещает собственнику газопровода использовать более 50% его ёмкости. Еврокомиссия подтвердила, что будет соблюдать европейское законодательство. Таким образом, хотя газопровод может несколько сократить объёмы поставок Газпрома, но с другой стороны проект может оказаться инвестированием ЕС в систему газопроводов для Газпрома в обход Украины.
Начальное заполнение газопровода планируется с азербайджанского месторождения «Шах Дениз» (около 10 миллиардов кубометров) и в дальнейшем с газовых месторождений Ирака и Ирана. В связи с окончанием строительства газопровода Восток —  Запад, объединившего месторождения Туркмении и подписания Конвенции по статусу Каспийского моря, не препятствующей строительство Транскаспийского газопровода, реальным мощным (до 30 млрд кубов в год) источником газа для ЮГК становится Туркмения. На церемонии открытия Трансанатолийского трубопровода в июне 2018 года было отмечено, что поставки газа в Грецию планируется начать к июню 2019 года.
В Шушинской декларации, подписанной между Азербайджаном и Турцией 15 июня 2021 года в городе Шуша была отмечена важная роль сторон в реализации данного проекта в рамках энергетической безопасности региона и Европы.
Азербайджан планирует в 2022 году нарастить экспорт газа в Европу и Турцию до 16 млрд куб. м. Азербайджан также договорился о дополнительных поставках газа в Турцию с 2023 года в объеме 3,5 млрд куб. м. (9,5 млрд кубометров против текущих 6 млрд).

## Описание
Совместная декларация о «Южном газовом коридоре» была подписана в начале 2011 года между азербайджанским президентом и председателем Еврокомиссии.
«Южный газовый коридор» состоит из трёх основных проектов:
1. Расширение Южно-Кавказского трубопровода (SCPx) через Азербайджан и Грузию;
2. Трансанатолийский трубопровод (TANAP) через Турцию;
3. Трансадриатический трубопровод (TAP) через Грецию, Албанию в Италию.

Протяжённость всех трубопроводов составит около 3500 километров, а общая стоимость оценивается в 45 млрд долларов США.
На 2017 год запасы проекта составляли около 1,2 триллиона кубометров газа и 2,2 барреля конденсата.
Также в «Южном газовом коридоре» имеют место следующие проекты:
- Второго этапа разработки месторождения Шахдениз;
- Расширение газотранспортной сети в Италии;
- Расширение производства в Сангачальском терминале.

Первые поставки планируется начать в середине 2018 году в Турцию, а затем к 2020 году — и в Европу. При этом в первый этап пропускная способность нового газопровода оценивается в приблизительно 10 миллиардов кубометров газа в год, с возможностью их дальнейшего расширения до 20 миллиардов кубометров газа в год.
29 мая 2018 года в Баку, на Сангачальском терминале, азербайджанский президент Ильхам Алиев дал старт работе первого этапа Южного газового коридора. 12 июня 2018 года с участием президентом Азербайджана, Турции и Украины состоялась церемония открытия Трансанатолийского газопровода в турецком городе Эскишехир.
Планируется к постройке Ионическо-Адриатический трубопровод, который должен стать ответвлением Трансадриатического газопровода на север, через Албанию, Черногорию, Боснию и Герцеговину до Хорватии.

## Финансирование
В 2016 году Азиатский банк развития и азербайджанское правительство подписали соглашение о предоставлении кредита на сумму в 600 млн. долларов, который направлен на второй этап разработки газового месторождения "Шах-Дениз". 
Всемирный банк, на основе кредитного и гарантийного соглашения, подписанного в 16 января 2017 года, выделил Азербайджану 400 млн долларов кредита на 30-летний срок. Аналогичный кредит ВБ выделил и Турции; кредиты предназначены для строительства Трансанатолийского газопровода. В октябре того же года Европейский Банк Реконструкции и Развития предоставил кредит на сумму 500 млн. долларов для строительства газопровода TANAP.
В феврале 2018 года очередной раз, ЕБРР в рамках проекта Южный газовый коридор, объявил о предоставлении кредита в сумме 60 млн.евро для строительства газопровода BRUA (Румыния, Болгария, Венгрия и Австрия).   В марте этого года правительства Азербайджана и Германии договорились о кредитной гарантии на сумму 1,5 млрд. долларов для финансирования Южного газового коридора. Также Европейский инвестиционный банк объявил о предоставлении кредита на сумму 932 млн. евро для строительства газопровода TANAP.

## Показатели
В 2022 году по коридору было транспортировано 11,4 млрд м3 газа, в 2023 — 11,8 млрд м3 газа.

## Мнения экспертов о проекте
Как во время реализации проекта нефтепровода «Баку-Тбилиси-Джейхан» и газопровода «Баку-Тбилиси-Эрзурум», этот проект во многом воспринимается как очередная попытка положить конец монополии России на экспорт энергетических ресурсов в европейские страны. Однако, несмотря на это, некоторые эксперты не рассматривают проект Южного газового коридора как угрозу российским газовым поставкам. К примеру, партнёр и аналитик консалтингового агентства RusEnergy Михаил Крутихин считает, что «Реализация проекта „Южный газовый коридор“ не представляет немедленной угрозы для России, однако в будущем, если подсоединятся другие поставщики по этому маршруту, то это будет серьёзная конкуренция российским поставкам газа». Своё мнение Крутихин основывает на том, что поставки газа начнутся ещё не скоро, а в случае реализации Азербайджан не будет способен экспортировать более 10 млрд кубических метров газа в год, но в случае подключения к проекту таких стран, как Иран, Туркменистан, Ирак, объём экспорта составит 30 млрд кубических метров в год, что уже начнёт составлять серьёзную конкуренцию России в вопросе экспорта энергоресурсов в Европу.
С другой стороны, профессор и член экономического комитета Совета Федерации Евгений Тарло считает, что «данный проект нужно рассматривать не с точки зрения возможных потерь России на газовом рынке, а как нормальную рыночную конкуренцию». Он уверен, что азербайджанский газ не способен занять значительное место на рынке, заменить и полностью вытеснить из рынка российский газ, но при этом данный проект является примером нормальной рыночной конкуренции. При этом он подчеркнул, что Азербайджан имеет полное право добывать и продавать свои ресурсы на рынке, а потому нет смысла рассматривать данный проект как вероятность экономических потерь России на газовом рынке.
Азербайджанские эксперты также весьма трезво рассматривают «Южный газовый коридор» с точки зрения конкурентоспособности с Россией. Так, например, азербайджанский политолог Фарид Гулиев уверен, что поставки азербайджанского газа в Европу никак не отразятся на российских поставках. Тем не менее, по его словам, новый газовый коридор поможет Азербайджану стать крупным энергетическим поставщиком в регионе и поддержит снижающиеся доходы от нефтяного экспорта, что будет особенно ощутимо после 2020 года. Хотя, по его же собственному признанию, газовый экспорт Азербайджана не сможет догнать нефтяной по объёмам прибыли, полученным за последние десять лет.
Более того, представители ГНКАР также уверены, что новый «Южный газовый коридор» не конкурент российскому газу, поскольку объём поставок азербайджанского газа на европейский рынок не будет столь высок, чтобы соревноваться с российскими.